# Rhodellophyceae
Rhodellophyceae är en klass rödalger. Samtliga arter är encelliga eller bildar trådliknande strukturer (skenbara filament). Sexuell reproduktion saknas eller är okänd.  Totalt finns fem arter fördelade på tre ordningar.

## Ordningar, familjer och släkten
- ordning Dixonialellales
  - familj Dixoniellaceae
    - släkte Dixoniella
    - släkte Neorhodella

- ordning Glaucosphaerales
  - familj Glaucosphaeraceae
    - släkte Glaucosphaera

- ordning Rhodellales
  - familj Rhodellaceae
    - släkte Corynoplastis
    - släkte Rhodella

Uppställningen följer Algaebase.